# Réacteur avancé refroidi au gaz
Pour les articles homonymes, voir AGR.

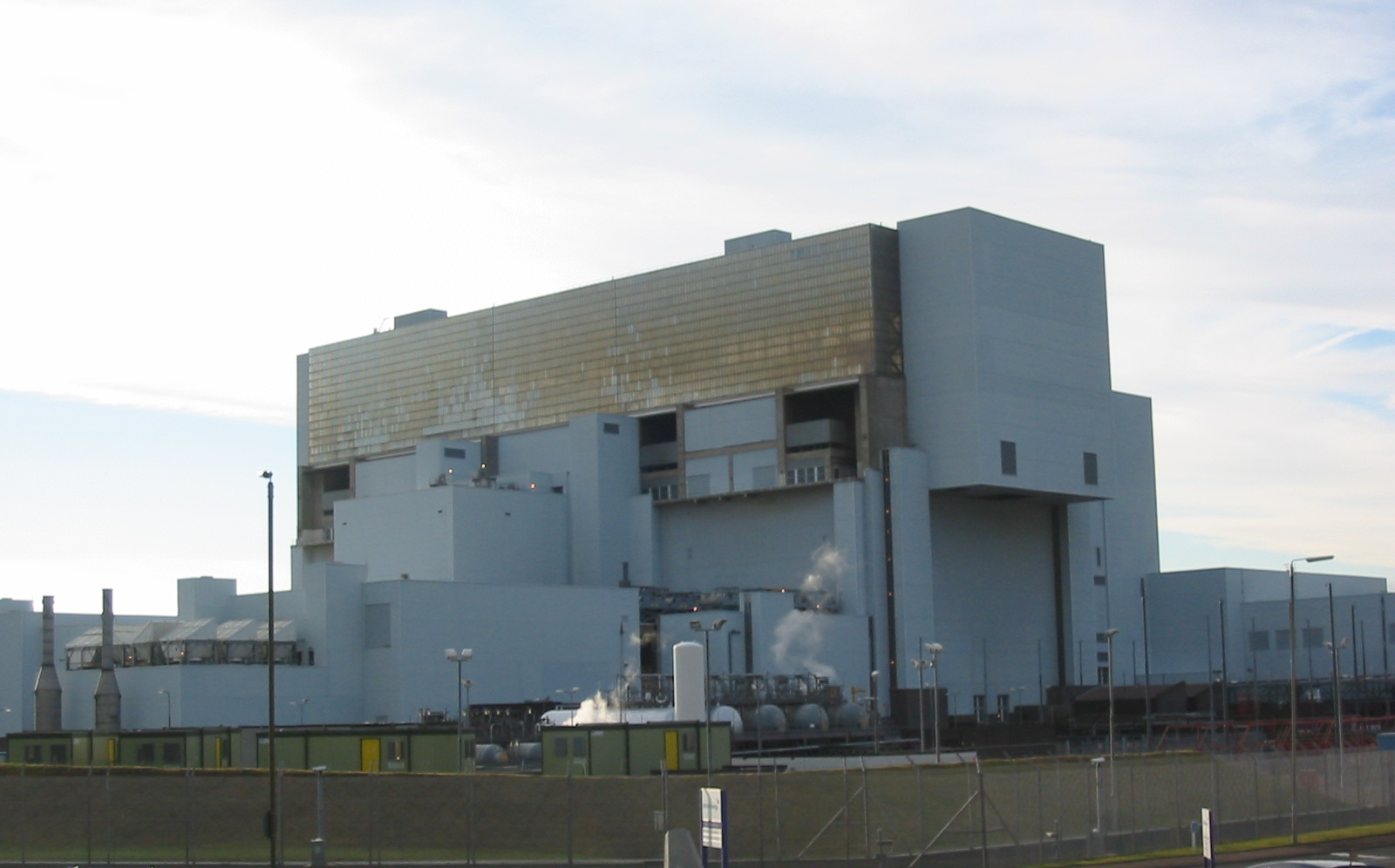
Réacteur avancé refroidi au gaz de la Centrale nucléaire de Torness (Écosse).

Les réacteurs avancés refroidis au gaz ou AGR (Advanced Gas-cooled Reactor) sont des réacteurs nucléaires développés en Grande-Bretagne. Ils correspondent à la seconde génération des réacteurs britanniques à caloporteur gaz. Comme les UNGG français et les réacteurs Magnox britanniques auxquels ils succèdent, ces réacteurs sont à modérateur graphite et caloporteur CO2.
Il existe en 2022 8 réacteurs avancés refroidis au gaz exploités par EDF Energy dans 3 sites nucléaires au Royaume-Uni.

## Conception du réacteur

Schéma d'un AGR.

Le concept AGR a été développé à partir du concept de réacteur Magnox. Ces derniers sont aussi à caloporteur CO2 et modérateur graphite mais utilisaient un combustible métallique dans une gaine en magnésium.
Le combustible utilisé dans les réacteurs avancés est constitué de pastilles de dioxyde d'uranium (UO2) d'enrichissement compris entre 2,5 et 3,5 %. Ces pastilles sont enserrées dans des gaines en acier inoxydable. Originellement, le combustible des réacteurs AGR devaient utiliser des gaines en béryllium. Ceci n'étant pas possible, l'utilisation de gaines en acier inoxydable a rendu nécessaire d'élever l'enrichissement de l'uranium afin de compenser les captures stériles du gainage. Cette modification a renchéri significativement le coût de production d'électricité à partir de réacteurs AGR. 
Le caloporteur CO2 est chauffé et atteint 640 °C en sortie du cœur. Le générateur de vapeur est en dehors de la cuve en acier, dans l'enceinte pressurisée en béton. Les barres de contrôle s'insèrent dans des logements prévus dans la structure de graphite. Le système d'arrêt secondaire repose sur l'injection d'azote dans le caloporteur ainsi que l'emploi de bore qui est un absorbant neutronique et permet de rendre sous-critique le réacteur.
Les centrales nucléaires équipées de réacteurs AGR accueillent deux réacteurs dont la puissance de sortie unitaire est comprise entre 555 et 625 MWe. 
Le rendement thermique des AGR est de l'ordre de 41 %, meilleur que celui des REP (~ 34 %), grâce à une température de fonctionnement supérieure (640 °C contre 325 °C) . En effet, les réacteurs AGR ont été conçus afin que les caractéristiques de la vapeur en sortie du générateur soient identiques à celles rencontrées dans une centrale thermique à flamme afin d'utiliser les mêmes turbo-alternateurs. Cependant, le cœur a une densité de puissance inférieure et doit être plus gros à puissance équivalente. De plus, le taux de combustion de l'UOX (Uranium OXide) est plus faible (27 000 MW.jr/tML contre 33 000 à 45 000 MW.jr/tML pour les REP), ce qui indique une moins bonne utilisation du combustible.
Comme les réacteurs Magnox, CANDU et RBMK, les AGR sont conçus pour être rechargés en ligne, pendant la production de puissance (au contraire des réacteurs à eau légère), ce qui implique un certain nombre de règles de sûreté spécifiques.

## Réacteurs existants

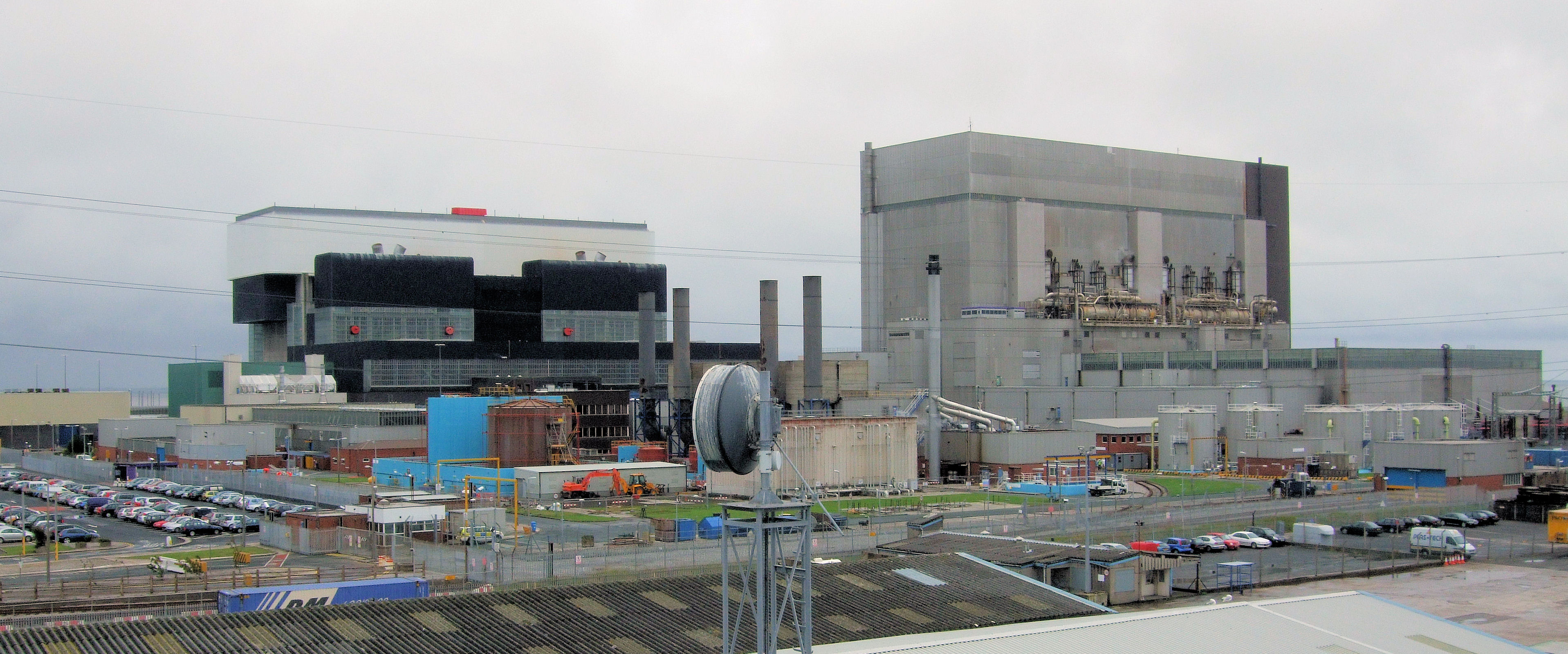
Les deux réacteurs de la centrale nucléaire de Heysham.

Toutes les centrales AGR anglaises comportent deux réacteurs dans un seul bâtiment. Chaque réacteur a une puissance de 1500 MWth à 1623 MWth et entraine un turbogénérateur d'une puissance de 615 à 682 MWe, la puissance nette délivrée sur le réseau variant de 410 MWe à 620 MWe (certaines limitent la puissance à la suite de problèmes techniques).
Le réacteur prototype AGR du site de Sellafield (Windscale) est en cours de démantèlement. Cette opération est destinée à élaborer les règles de sûreté pour les futurs démantèlements de réacteurs.
Il y a en 2022 quatre centrales nucléaires équipées de deux réacteurs AGR chacune en Grande-Bretagne. Elles sont toutes exploitées par leur propriétaire actuel EDF Energy (filiale à 100 % d’EDF qui a racheté l’ancien propriétaire British Energy). Elles sont situées à Hartlepool, Heysham 1, Heysham 2 et Torness.